# Jacques Wampfler
Jacques Wampfler, né le 24 août 1983 à Yaoundé, au Cameroun, est un joueur français de basket-ball. Il évolue au poste d'ailier.